# Starý Svojanov

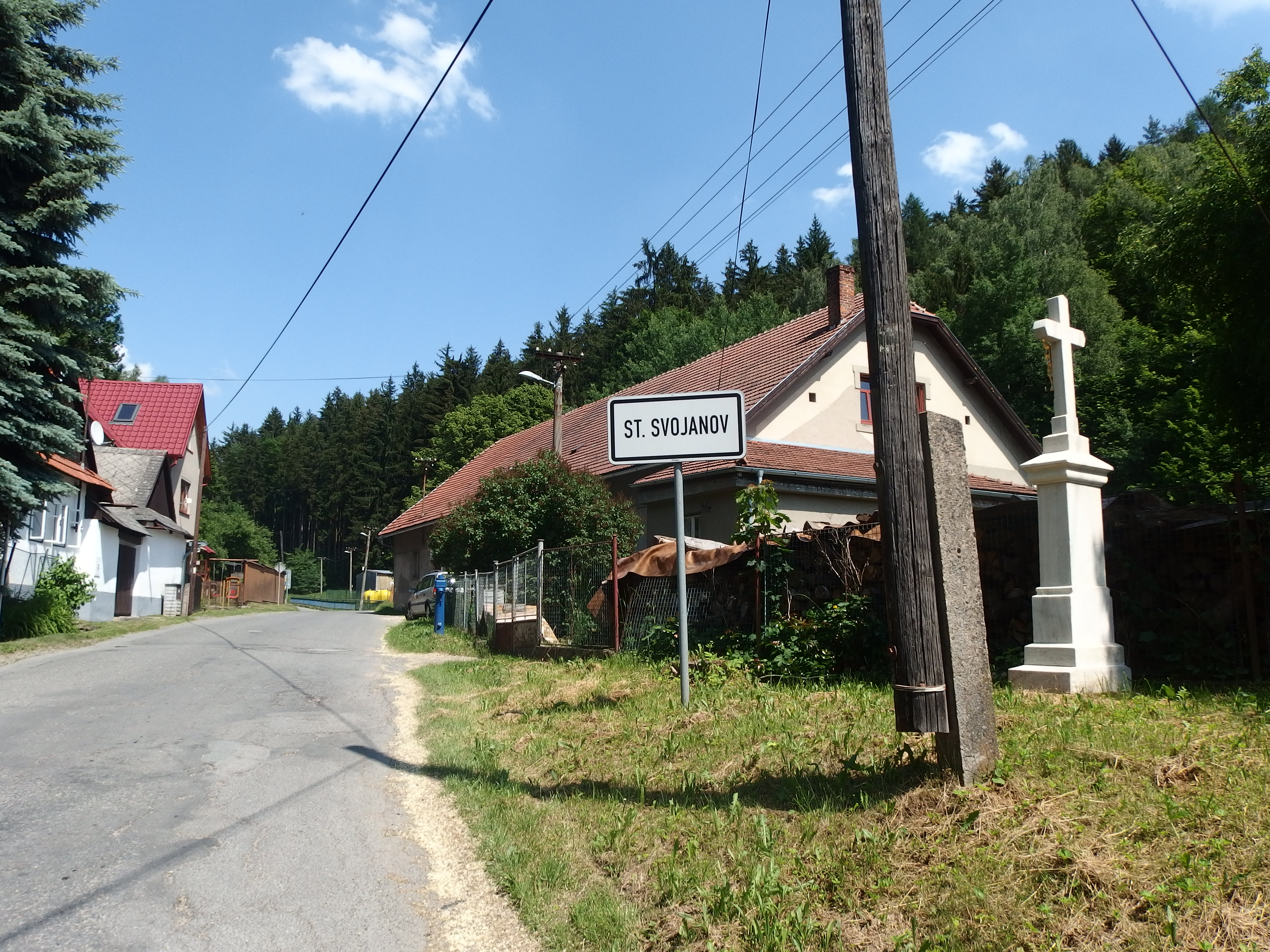
Ortseingang im Unterdorf

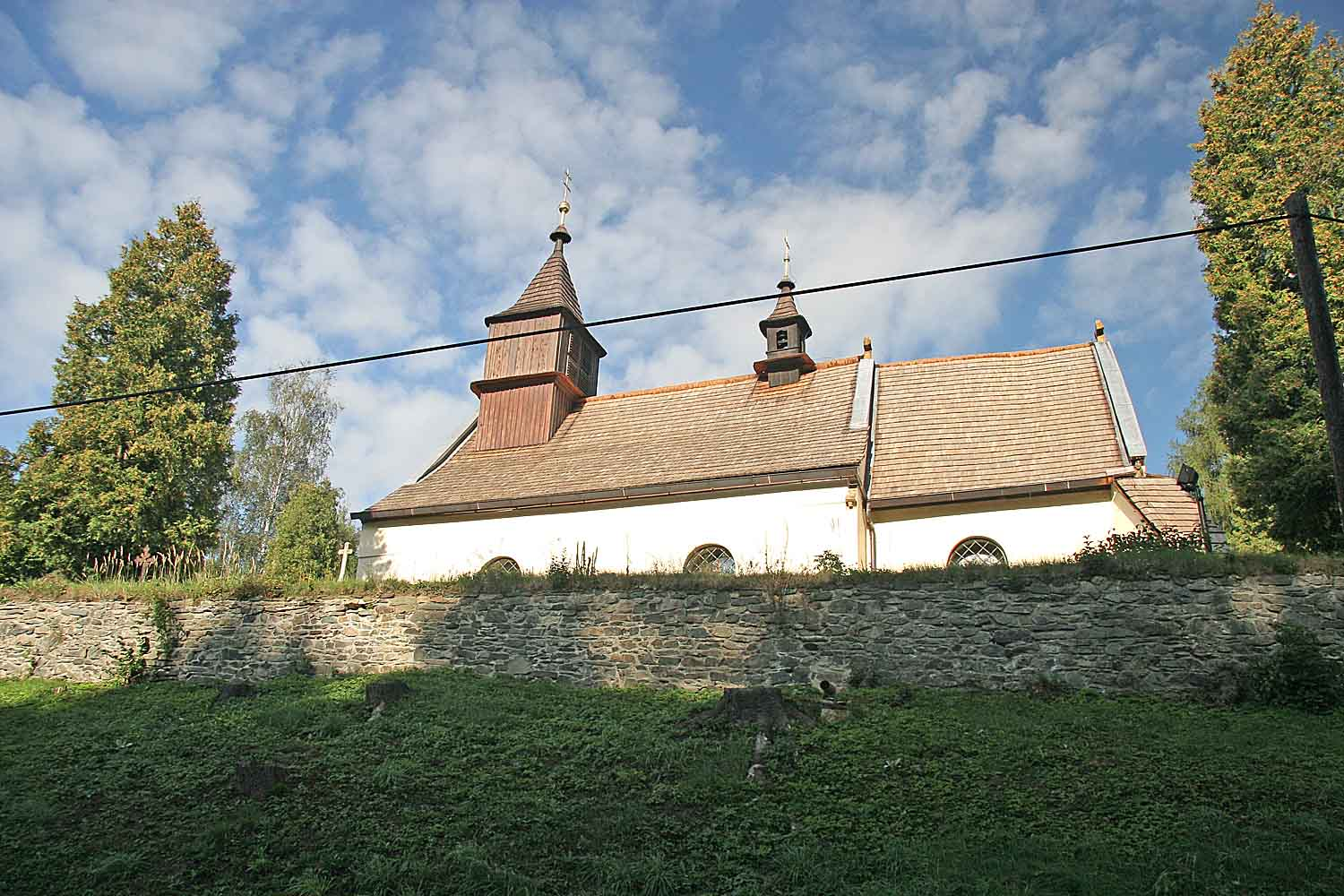
Kirche St. Nikolaus

Starý Svojanov (deutsch Alt Swojanow) ist ein Ortsteil der Minderstadt Svojanov in Tschechien. Er liegt anderthalb Kilometer östlich von Svojanov und gehört zum Okres Svitavy.

## Geographie
Das Hufendorf Starý Svojanov erstreckt in der Svitavská pahorkatina (Zwittauer Hügelland) im Tal des Baches Starosvojanovský potok. Südlich erheben sich die Vítějevské březinky (597 m. n.m.), im Südwesten der Na Kříbu (514 m. n.m.) sowie westlich der Ke Korýtkům (586 m. n.m.) und der Pupek (622 m. n.m.). Starý Svojanov liegt im Naturpark Údolí Křetínky. Durch das Dorf führt die Staatsstraße II/364 zwischen Bělá nad Svitavou und Bystré.
Nachbarorte sind Rohozná und Banín im Norden, Lavičné und Bělá nad Svitavou im Nordosten, Vítějeves im Osten, Bohuňov und Svobodníky im Südosten, Hutě, Studenec, Dolní Lhota und Na Rožince im Süden, Na Kopci, Předměstí und Skalský Dvůr im Südwesten, Korýtka und Svojanov im Westen sowie Hradčany und Manova Lhota im Nordwesten.

## Geschichte
Starý Svojanov, das früher als Svojanov entstand, ist eines der ältesten Dörfer der Gegend. Im 13. Jahrhundert wurde die Kirche errichtet. Die erste schriftliche Erwähnung erfolgte 1287 in der Königsaaler Chronik. und gehörte zu den Gütern der Königsburg Fürstenberg. 
Starý Svojanov hatte einen eigenen Rychtář, führte ein Ortssiegel und war lange Zeit ein Pfarrdorf. Der zum Gut Swojanow gehörige Skaler Hof (Skalský Dvůr) wurde in den 1770er Jahren aufgehoben. Bei der Einführung der Hausnummerierung im Jahre 1776 gab es in dem Dorf 25 Konskriptionsnummern. Im Jahre 1789 gab es 31 Anwesen in Alt-Swojanow bzw. Stary Swoganow. Darin einberechnet waren die drei Bauernhütten auf den Fluren des kassierten Meierhofes Skalskey dwur. Die St.-Nikolaus-Kirche wurde von einem in Swojanow ansässigen Administrator versehen. Der k.k. Postmeister in Biechowitz, Georg Heißler, der das Gut Swojanow nach 1800 erworben hatte, ließ in der Flur Korejtka die Kolonie Georgenthal anlegen. Ab 1820 war die Familie von Stillfried und Rathenitz Besitzer des Gutes Swojanow. Nach dem Tode von Rüdiger von Stillfried und Rathenitz verkauften Anna und Agatha von Stillfried und Rathenitz das Gut 1833 an Fabian und Magdalena Neswadba.
Im Jahre 1835 bestand das im Chrudimer Kreis in einem offenen Seitental des Swojanower Baches gelegene Dorf Alt-Swojanow aus 71 Häusern mit 417 tschechischsprachigen Einwohnern. Konskribriert waren die Einschichten Skali bzw. Skalský Dwur (ein zerstückter Meierhof mit drei Bauernhäusern) und Georgenthal (sechs Häuser). Erwerbsquellen bildeten die Landwirtschaft sowie die Weberei und das Handwerk. Die St.-Nikolaus-Kirche diente als Begräbniskirche. Pfarr-, Schul- und Amtsort war Swojanow. Bis zur Mitte des 19. Jahrhunderts blieb Alt-Swojanow dem Allodialgut Swojanow untertänig.
Nach der Aufhebung der Patrimonialherrschaften bildete Starý Svojanov / Alt-Swojanow ab 1849 einen Ortsteil der Marktgemeinde Svojanov / Swojanow im Gerichtsbezirk Polička. In der zweiten Hälfte des 19. Jahrhunderts verdiente sich ein Teil der Häusler den Lebensunterhalt durch Lohnarbeit in den Fabriken von Brünnlitz und Mährisch Chrostau. Ab 1868 gehörte Starý Svojanov zum Bezirk Polička. 1869 hatte Starý Svojanov 480 Einwohner und bestand aus 76 Häusern. In den 1870er Jahren löste sich Starý Svojanov von Svojanov los und bildete eine eigene Gemeinde;  Korejtka / Georgenthal wurde dabei abgetrennt und verblieb bei Svojanov. Zwischen 1870 und 1880 wanderten mehrere Familien nach Russland aus. 1890–1891 wurde eine Schule errichtet. Die Gründung der Freiwilligen Feuerwehr erfolgte 1899. Im Jahre 1900 lebten in der Gemeinde 603 Personen, 1910 waren es 650. Nach dem Ersten Weltkrieg zerfiel der Vielvölkerstaat Österreich-Ungarn, die Gemeinde wurde 1918 Teil der neu gebildeten Tschechoslowakischen Republik. Beim Zensus von 1921 lebten in den 98 Häusern von Starý Svojanov 547 Personen, davon 544 Tschechen. 1930 lebten in den 108 Häusern von Starý Svojanov 532 Menschen. Von 1939 bis 1945 gehörte Starý Svojanov / Alt Swojanow zum Protektorat Böhmen und Mähren. Nach dem Ende des Zweiten Weltkrieges verließen fast 20 Familien das Dorf und übersiedelten in die naheliegenden Grenzgebiete. 1950 lebten nur noch 335 Personen in Starý Svojanov. Im Zuge der Gebietsreform von 1960 erfolgte die Aufhebung des Okres Polička; Starý Svojanov wurde dabei dem Okres Svitavy zugeordnet. Zum 1. April 1976 wurde Starý Svojanov nach Svojanov eingemeindet. In der kommunistischen Zeit wurden nach der Kollektivierung fast alle der bäuerlichen Gehöfte dem städtischen Lebensstil angepasst. Erhalten blieben die zahlreichen Chaluppen in Fachwerkbauweise, oftmals mit Blockstuben. Beim Zensus von 2001 lebten in den 114 Häusern von Starý Svojanov 127 Personen. Heute gibt es in Starý Svojanov nur noch eine bäuerliche Wirtschaft. Ein Großteil der Häuser wird als Ferienhäuser genutzt. Im ehemaligen Schulhaus sind der Kindergarten und die Bücherei untergebracht.

## Ortsgliederung
Zu Starý Svojanov gehört die Ansiedlung Skalský Dvůr (Skaler Hof).
Starý Svojanov bildet einen Katastralbezirk.

## Sehenswürdigkeiten
- Gotische Kirche des hl. Nikolaus, erbaut im 13. Jahrhundert. Im Jahre 1924 wurden Wandfresken aus der Zeit Karls IV. entdeckt.
- Friedhof, das Beinhaus mit kreisförmigen Grundriss entstand 1680. Über dem Friedhofsportal befindet sich eine Nischenstatuette des hl. Nikolaus.
- Brunnen vor dem Friedhof, die Brunnenfigur eines Engelchens mit Fisch wurde 2004 bei der Instandsetzung zerstört und durch drei vergoldete Äpfel ersetzt.
- Zahlreiche Chaluppen mit Blockstube
- Mehrere Flurkreuze